# Ben Barnicoat

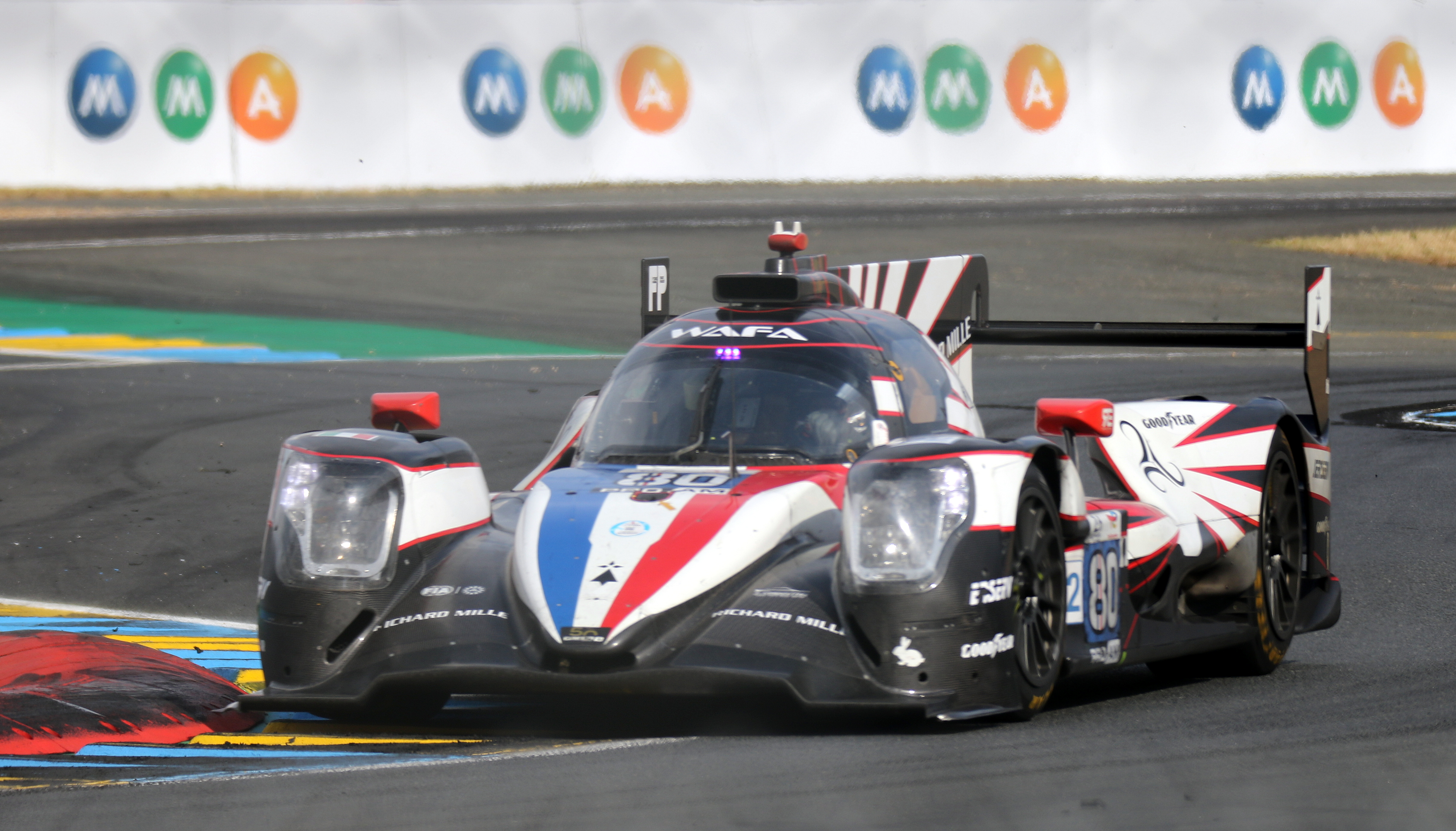
Der von Ben Barnicoat beim 24-Stunden-Rennen von Le Mans 2023 gefahrene Oreca 07

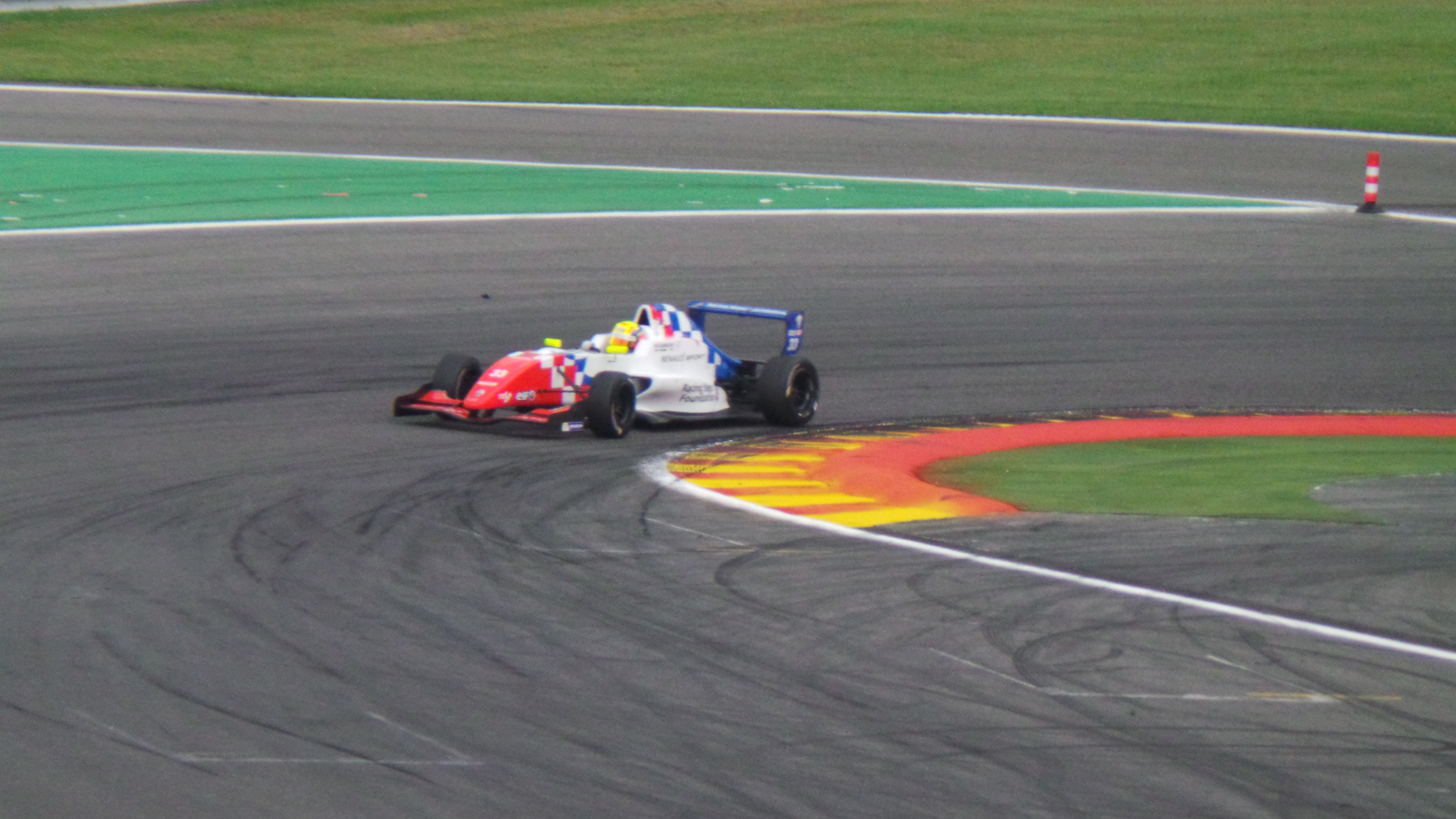
Barnicoat 2014 in der Formel Renault in Spa-Francorchamps

Benjamin George „Ben“ Barnicoat (* 20. Dezember 1996 in Chesterfield) ist ein britischer Automobilrennfahrer. Er startete 2016 in der europäischen Formel-3-Meisterschaft.

## Karriere
Barnicoat begann seine Motorsportkarriere 2006 im Kartsport, in dem er bis 2015 aktiv blieb. 2010 wurde er ins Förderprogramm von McLaren aufgenommen. Barnicoat gewann mehrere Kartmeisterschaften in Großbritannien und wurde darüber hinaus 2012 CIK-FIA-Europameister in der KF2-Klasse. Barnicoat debütierte 2013 im Formelsport, blieb jedoch weiterhin im Kartsport aktiv.
Ende 2013 fuhr Barnicoat für Fortec Motorsport in der Herbstmeisterschaft der britischen Formel Renault seine ersten Monoposto-Rennen. Dabei erzielte er zwei Siege und entschied die Meisterschaft für sich. 2014 startete Barnicoat für Fortec Motorsports in insgesamt vier Formel-Renault-Meisterschaften. Er bestritt die ganze Saison in der nordeuropäischen Formel Renault und setzte sich mit 258 zu 242 Punkten im Meisterschaftskampf gegen Louis Delétraz durch. Außerdem startete er regulär in der alpinen und britischen Formel Renault sowie als Gaststarter im Formel Renault 2.0 Eurocup. 2015 ging Barnicoat für Fortec Motorsports im Formel Renault 2.0 Eurocup an den Start. Mit drei Siegen schloss er die Saison als Gesamtvierter ab. Außerdem absolvierte er Gaststarts in der alpinen Formel Renault. Ferner nahm Barnicoat für Fortec Motorsports an der Herbstserie der BRDC Formula 4 Championship. In dieser entschied er die Meisterschaft mit drei Siegen für sich.
2016 wechselte Barnicoat in die europäische Formel-3-Meisterschaft. Zunächst wurde im November 2015 das Prema Powerteam als sein Rennstall benannt. Allerdings absolvierte Barnicoat am Ende des Jahres 2015 noch Formel-3-Testfahrten für Fortec Motorsports sowie Hitech Grand Prix. Anfang 2016 wurde er schließlich als Formel-3-Pilot bei Hitech Grand Prix bestätigt. Er gewann zwei Rennen und erreichte den neunten Gesamtrang. Intern unterlag er seinem Teamkollegen George Russell mit 134 zu 274 Punkten.

## Statistik

### Karrierestationen
| - 2006–2015: Kartsport - 2013: Britische Formel Renault, Herbst (Meister) - 2014: Nordeuropäische Formel Renault (Meister) | - 2014: Britische Formel Renault (Platz 13) - 2014: Alpine Formel Renault (Platz 14) - 2015: Formel Renault 2.0 Eurocup (Platz 4) | - 2015: BRDC Formula 4 Championship, Herbst (Meister) - 2016: Europäische Formel 3 (Platz 9) |

### Einzelergebnisse in der europäischen Formel-3-Meisterschaft
| Jahr | Team              | Motor    | 1   | 2   | 3   | 4   | 5   | 6   | 7   | 8   | 9   | 10  | 11  | 12  | 13  | 14  | 15  | 16  | 17  | 18  | 19  | 20  | 21  | 22  | 23  | 24  | 25  | 26  | 27  | 28  | 29  | 30  | Punkte | Rang |
| ---- | ----------------- | -------- | --- | --- | --- | --- | --- | --- | --- | --- | --- | --- | --- | --- | --- | --- | --- | --- | --- | --- | --- | --- | --- | --- | --- | --- | --- | --- | --- | --- | --- | --- | ------ | ---- |
| 2016 | Hitech Grand Prix | Mercedes | LEC | LEC | LEC | HUN | HUN | HUN | PAU | PAU | PAU | SPI | SPI | SPI | NOR | NOR | NOR | ZAN | ZAN | ZAN | SPA | SPA | SPA | NÜR | NÜR | NÜR | IMO | IMO | IMO | HOC | HOC | HOC | 134    | 9.   |
| 2016 | Hitech Grand Prix | Mercedes | 4   | DNF | 11  | 9   | 10  | 1   | 1   | 5   | 11  | 10  | 15  | 5   | 5   | DNF | DSQ | 18  | 8   | 9   | 3   | 11  | 20  | 9   | DNF | 10  | 8   | DNF | 13  | 18  | 9   | 7   | 134    | 9.   |

### Le-Mans-Ergebnisse
| Jahr | Team             | Fahrzeug            | Teamkollege     | Teamkollege      | Platzierung | Ausfallgrund |
| ---- | ---------------- | ------------------- | --------------- | ---------------- | ----------- | ------------ |
| 2021 | Inception Racing | Ferrari 488 GTE Evo | Brendan Iribe   | Ollie Millroy    | Rang 41     |              |
| 2022 | Team Project 1   | Porsche 911 RSR-19  | Brendan Iribe   | Ollie Millroy    | Ausfall     | Unfall       |
| 2023 | AF Corse         | Oreca 07            | Norman Nato     | François Perrodo | Ausfall     | Unfall       |
| 2024 | AF Corse         | Oreca 07            | Nicolás Varrone | François Perrodo | Rang 18     |              |

### Sebring-Ergebnisse
| Jahr | Team                   | Fahrzeug       | Teamkollege     | Teamkollege   | Platzierung             | Ausfallgrund |
| ---- | ---------------------- | -------------- | --------------- | ------------- | ----------------------- | ------------ |
| 2022 | Vasser Sullivan Racing | Lexus RC F GT3 | Jack Hawksworth | Aaron Telitz  | Ausfall                 | kein Benzin  |
| 2023 | Vasser Sullivan Racing | Lexus RC F GT3 | Jack Hawksworth | Kyle Kirkwood | Rang 15                 |              |
| 2024 | Vasser Sullivan Racing | Lexus RC F GT3 | Jack Hawksworth | Kyle Kirkwood | Rang 20 und Klassensieg |              |

### Einzelergebnisse in der FIA-Langstrecken-Weltmeisterschaft
| Saison | Team             | Rennwagen       | 1   | 2   | 3   | 4   | 5   | 6   | 7   | 8   |
| ------ | ---------------- | --------------- | --- | --- | --- | --- | --- | --- | --- | --- |
| 2021   | Inception Racing | Ferrari 488 GTE | SPA | POR | MON | LEM | BAH | BAH |     |     |
| 2021   | Inception Racing | Ferrari 488 GTE | 41  |     |     |     |     |     |     |     |
| 2022   | Team Project 1   | Porsche 911 RSR | SEB | SPA | LEM | MON | FUJ | BAH |     |     |
| 2022   | Team Project 1   | Porsche 911 RSR | 24  | DNF | DNF | 31  | 30  | 24  |     |     |
| 2023   | AF Corse         | Oreca 07        | SEB | POR | SPA | LEM | MON | FUJ | BAH |     |
| 2023   | AF Corse         | Oreca 07        | DNF |     |     |     |     |     |     |     |
| 2024   | AF Corse         | Oreca 07        | KAT | IMO | SPA | LEM | SAO | AUS | FUJ | BAH |
| 2024   | AF Corse         | Oreca 07        | 18  |     |     |     |     |     |     |     |
| 2025   | Akkodis ASP Team | Lexus RC F GT3  | KAT | IMO | SPA | LEM | SAO | AUS | FUJ | BAH |
| 2025   | Akkodis ASP Team | Lexus RC F GT3  | 21  |     |     |     |     |     |     |     |